# Dérogation (zonage)
Une dérogation, souvent appelée dérogation mineure, est une exception à une réglementation de zonage ou de lotissement d’une municipalité accordée à un terrain par permission spéciale de l’autorité réglementaire.  
Les principes applicables à une dérogation mineure diffèrent grandement selon la loi habilitante. La jurisprudence, le lieu (ex. provinces, pays, etc.) ou le contexte d’application (ex. travaux commencés sans permis) peuvent venir préciser certaines notions laissant place à l’interprétation par les tribunaux.   
À titre d’exemple, au Canada, chaque province possède sa loi habilitante en aménagement du territoire qui dicte les procédures et obligations dans le cadre d’une dérogation mineure.   

## Objectif
Essentiellement, une dérogation est une exception apportée à la règlementation de l’utilisation du sol.  Généralement, elle est appliquée lorsqu’une municipalité veut éviter de compenser un propriétaire pour l’obliger à rendre son immeuble parfaitement conforme au règlement de zonage.  Les dérogations peuvent être nécessaires dans le contexte du zonage de type nord-américain pour prévenir une confiscation règlementaire ou expropriation déguisée.
Une dérogation n’est permise que lorsqu’un propriétaire subit un dommage substantiel qui ne pourrait être réparé autrement.  Si une autorité locale attribue une dérogation à un propriétaire qui ne souffre pas d’inconvénient important dû à la réglementation, sa légalité pourrait être contestée.
Quatre facteurs doivent être présents pour permettre une dérogation :
- la règlementation générale cause une contrainte indue,
- la dérogation est exigée pour un usage raisonnable,
- elle n’affecte pas le caractère du voisinage,
- c’est la solution la moins intrusive[1].

Exemple :  Dans une zone exigeant une marge de recul (la distance entre le bâtiment et la rue) d’au moins 30 m, un terrain qui n’aurait pas beaucoup plus de 30 m de profondeur n’aurait aucune possibilité de recevoir une construction, ce qui résulterait en une expropriation déguisée ou une confiscation réglementaire.  Une dérogation exemptant cette propriété des exigences de la marge de recul permet donc la construction.

## Types
Une dérogation de superficie est nécessaire lorsqu’une configuration irrégulière du terrain exige un simple relâchement de la réglementation applicable, comme celles touchant la marge de recul ou la surface minimale de construction.
Une dérogation d’usage en est une qui permet une utilisation non conforme suivant le zonage ou une autre loi applicable.  Elle est plus difficile à obtenir qu’un dérogation de superficie et est plus sujette aux contestation liées au spot zoning.

## Procédure
Les dérogations ne sont généralement accordées qu’après un processus de révision statutaire et sur la base de critères spécifiques d’approbation.  Même si ces critères varient d’une juridiction à l’autre, trois critères sont communs à la plupart des ordonnances de dérogation :
- La dérogation est exigée par les conditions spécifiques du site (configuration, topographie, conditions du sol, etc.), qui entrainent des contraintes indues au propriétaire[2],
- L’attribution de la dérogation ne causera pas de danger à la santé et à la sécurité publique,
- L’attribution de la dérogation ne constitue pas un privilège spécial au propriétaire (autrement dit, tout propriétaire dans de mêmes conditions pourrait obtenir une telle dérogation).

## Au Québec
La Loi sur l’aménagement et l’urbanisme - LAU (LRQ c. 19.1) adoptée en 1979 régit l'urbanisme au Québec. Les pouvoirs habilitants en la matière se retrouvent aux articles 145.1 à 145.8 de la LAU. Ces dispositions ont été ajoutées en 1985. La loi stipule qu'une municipalité peut adopter un règlement sur les dérogations mineures. Ce règlement « autorise le conseil à accorder, après avoir reçu l’avis de son comité consultatif d'urbanisme - CCU, des dérogations mineures aux dispositions des règlements de zonage et de lotissement autres que celles relatives à l’usage et à la densité d’occupation du sol ».
De plus, aucune dérogation mineure ne peut être accordée dans une zone où l’occupation du sol est soumise à des contraintes particulières pour des raisons de sécurité publique (p. ex. dans un endroit où il y a des risques connus d’inondation ou de mouvements de terrain).
Avant de formuler des recommandations ou de rendre une décision, le CCU et le conseil doivent analyser toute demande de dérogation à la lumière des quatre critères imposés par la Loi sur l’aménagement et l’urbanisme.
Ainsi, une dérogation peut être accordée seulement :
- si l’application du Règlement de zonage et de lotissement cause un préjudice sérieux au demandeur ;
- si elle ne porte pas atteinte à la jouissance du droit de propriété des propriétaires des immeubles voisins ;
- si elle respecte les objectifs du plan d’urbanisme ;
- si les travaux en cours ou déjà exécutés ont été effectués de bonne foi et ont fait l’objet d’un permis[6].